# E371
La ruta europea E371 és una carretera que forma part de la Xarxa de carreteres europees. Comença a Radom (Polònia) i finalitza a Prešov (Eslovàquia). Té una longitud de 358 km. Té una orientació de nord a sud.

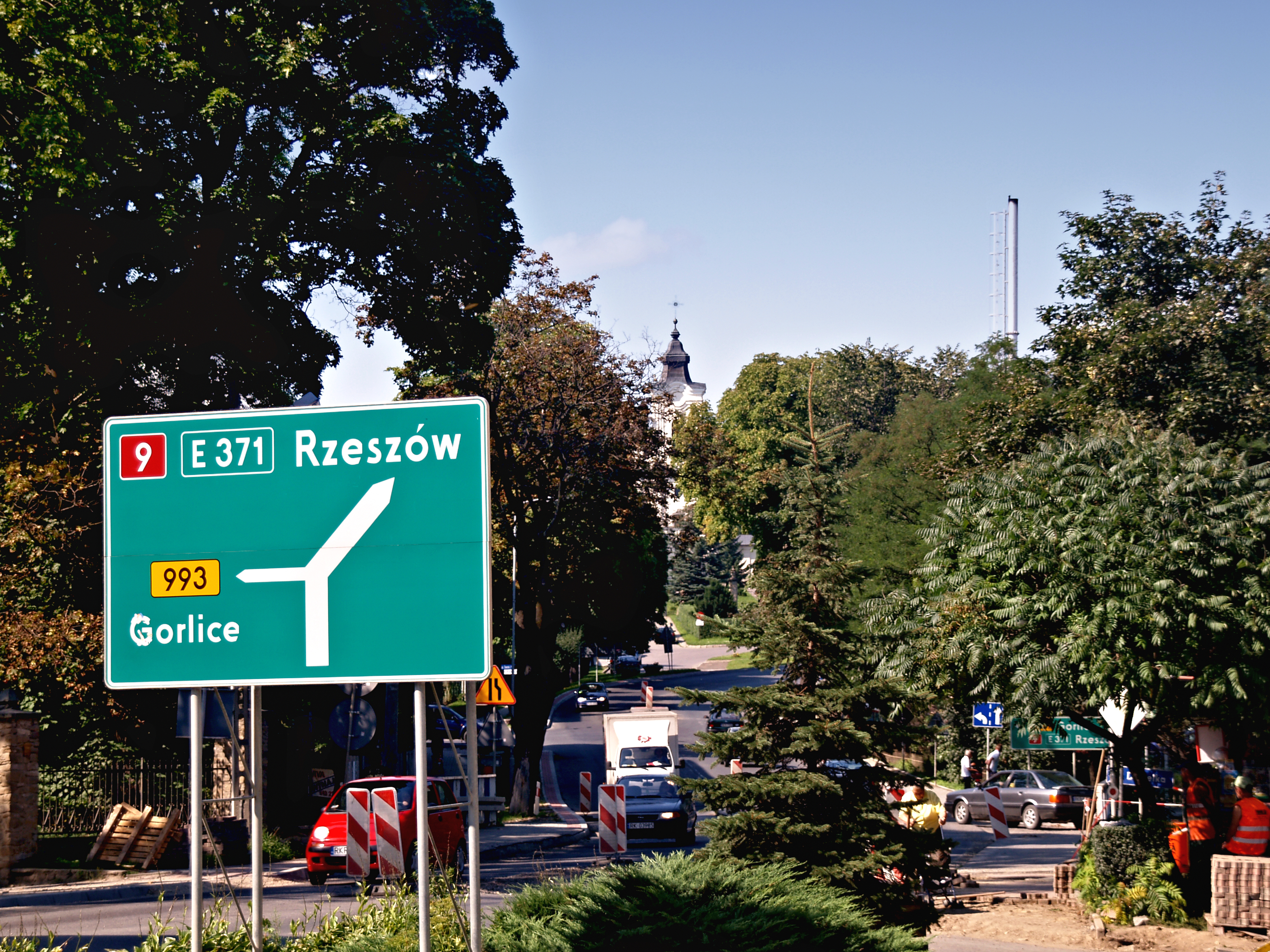
Ruta europea E371 a Dukla.